# (404) Arsinoé
(404) Arsinoé (ou (404) Arsinoë) est un astéroïde de la ceinture principale, découvert par Auguste Charlois le 20 juin 1895 depuis l'observatoire de Nice.
Il est nommé d'après Arsinoë, fille de Leucippe, dans la mythologie grecque.